# 逢甲夜市

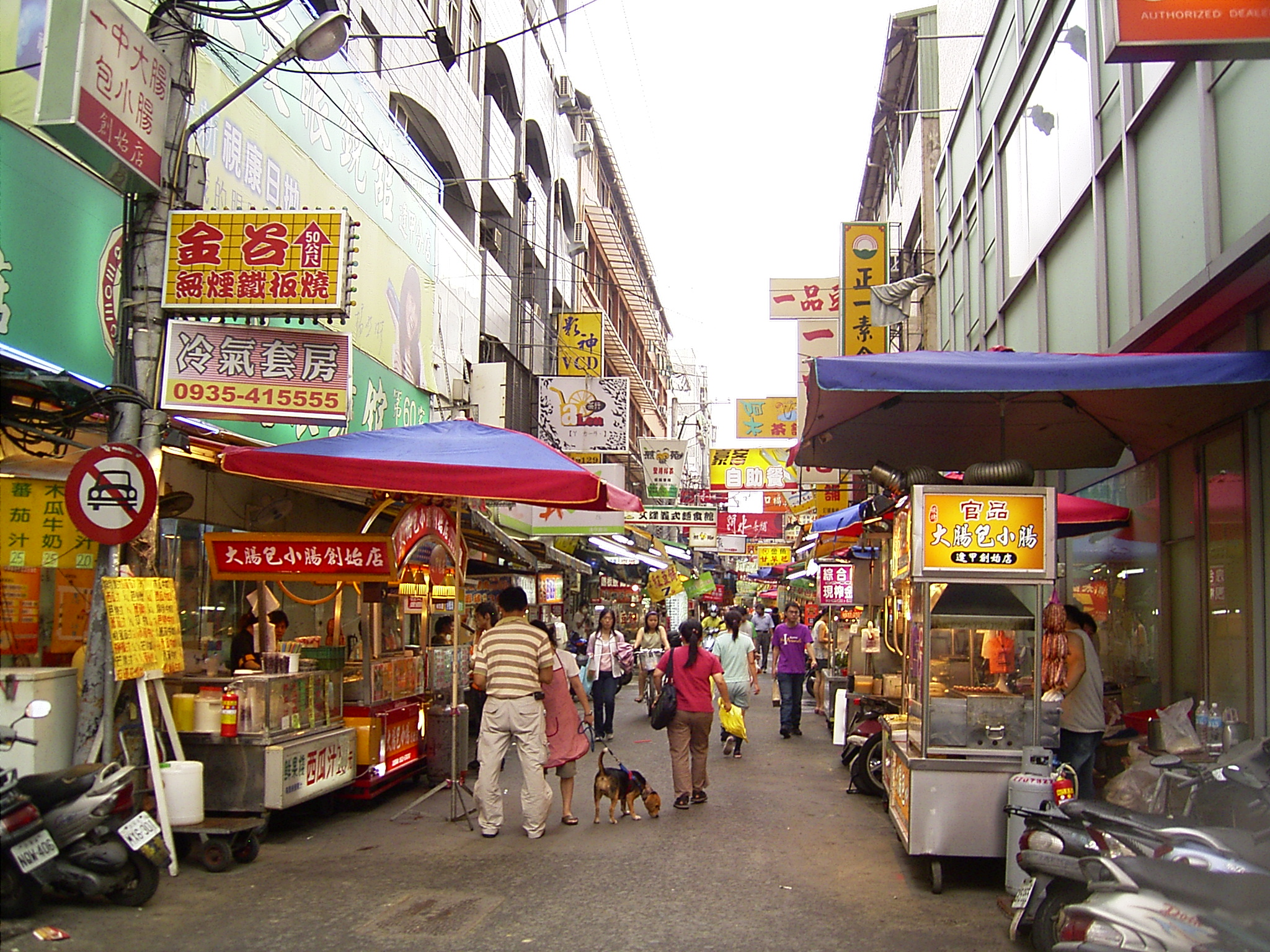
逢甲路20巷は俗に「便當街」と呼ばれる。

逢甲夜市（ほうこうよいち、英語: Fengjia Night Market）は、台湾台中市西屯区に位置する観光夜市、1963年設立。逢甲夜市は台湾最大の夜市の一つである。
1963年に今の逢甲大学が西屯区の現キャンパスに移転した時、その正門前の通りである文華路に学生向けの食事や雑貨の店ができたのが起源である。これが徐々に拡大して夜市となっていった。最初は通りの名前から文華夜市と呼ばれたが、後に大学との関係から逢甲夜市と呼ばれるようになった。1980年代には台湾経済の発展にともなって周辺の逢甲路、福星路、慶和街にも夜市が拡大した。逢甲大学の統計によると、平日にはのべ3万人、休日には10万人以上が訪れる。

## 交通アクセス
- 台湾鉄道台中駅からバスに乗り「逢甲大学」で下車[2]